# سیارک ۳۱۳۷
سیارک ۳۱۳۷ (به انگلیسی: 3137 Horky، نامگذاری:1982SM1) سه هزار و صد و سی و هفتمین سیارک کشف شده‌است که در ۱۶ سپتامبر ۱۹۸۲ کشف شد.
قدر مطلق سیارک برابر ۱۳٫۴۰ است.